# Бобылёв, Дмитрий Константинович
Дми́трий Константи́нович Бобылёв (11 [23] ноября 1842 — 20 февраля [5 марта] 1917) — русский физик; заслуженный профессор механики в Санкт-Петербургском университете.

## Биография
Родился 11 (23) ноября 1842 года в селе Печенеги Харьковской губернии.
Его отец, генерал-майор, отдал девятилетнего сына в 1-й кадетский корпус, где он и кончил курс в 1860 году и был выпущен в Павловский лейб-гвардии полк прапорщиком, с прикомандированием к Михайловской артиллерийской академии. По окончании академического курса в 1862 году поступил на службу в гвардейскую конную артиллерию, где и состоял до 1864 года.
Любовь к занятиям математическими науками привела его в аудиторию Санкт-Петербургского университета, где он, выдержав в 1866 году испытания по полному курсу среднего учебного заведения в бывшей 7-й Санкт-Петербургской гимназии, ставшей позднее 1-м реальным училищем и получив аттестат, в 1866—1867 годах в качестве стороннего слушателя посещал лекции математики и физики. В университете наибольшее предпочтение он отдавал физике и механике и после сдачи экзамена на степень кандидата в 1867 году был оставлен при университете для приготовления к профессорскому званию.
В 1870 году он защитил pro venia legendi (на получение права читать лекции) первое из самостоятельных сочинений — «Поляризующие призмы» и был допущен в 1871 году к преподаванию в качестве приват-доцента курса учения о теплоте студентам IV курса естественного отделения физико-математического отделения Петербургского университета. В том же году он был приглашён преподавать физику в институте инженеров путей сообщения (профессор с 1878 по 1908 годы), а в 1872/1873 учебном году читал лекции по физике слушательницам Высших женских медицинских курсов (при Медико-хирургической академии). Образовавшееся при Санкт-Петербургском университете физическое общество, которого членом был и Д. К. Бобылёв, избрало его своим делопроизводителем; он находился на этой должность в течение пяти лет, но отказался от неё в 1877 году вследствие множества других занятий.
В 1873 году Дмитрий Константинович Бобылёв получил учёную степень магистра физики, защитив диссертацию «О рассеянии электричества в газах» и «О распределении электричества на двух шарах». Как физик, Бобылёв занимался не только теоретической, но и экспериментальной частью науки; как математик, он чувствовал стремление к занятиям теоретической механикой.
Факультет, отдавая должное его обширным познаниям по этой науке, избрал Д. К. Бобылёва в 1876 году доцентом по механике, кафедру которой оставил по болезни И. И. Сомов; тем не менее тема его докторской диссертации «Исследование о распределении статического электричества по поверхности проводников, состоящих из разнородных частей» относится к математической физике. В Институте путей сообщения, освободившаяся после смерти Е. И. Золотарёва, кафедра теоретической механики была предложена в 1878 году Д. К. Бобылёву. В том же году он был избран в экстраординарные профессора университета, а в 1886 году утверждён ординарным профессором.
Д. К. Бобылёв состоял членом Русского физико-химического общества, действительным членом Московского математического общества и Санкт-Петербургского математического общества, членом-корреспондентом Харьковского математического общества и членом Société Française de Physique в Париже. Член-корреспондент Петербургской академии наук с 1896 года.
Научные заслуги Д. К. Бобылёва были признаны в печати и в России, и в Германии (отзывы Жуковского, Герлаха, Гикса (Hieks) и др.). Авторы данных отзывов особо отмечают две заслуги Д. К. Бобылёва: он получил дифференциальное уравнение второго порядка, которому должно удовлетворять давление жидкости (то же сделал Липшиц, но позже Бобылёва, в 1874 году), и показал, что в жидкости, обладающей трением, потеря кинетической энергии силы равна произведению коэффициента внутреннего трения на сумму угловых скоростей всех элементов жидкости. В заметке № 14 приведённого ниже списка Бобылёв в своём исследовании давления потока на клин применил метод, данный Кирхгофом, но сделал добавление, которое дало возможность довести решение до конца. Кроме различных специальных вопросов из области механики, предметом занятий Д. К. Бобылёва было изложение теоретической механики как на лекциях, так и в напечатанных сочинениях — на пользу его слушателям в университете и в Институте путей сообщения. Из бывших слушателей его двое читали лекции в университетах: А. М. Ляпунов в Харькове и И. В. Мещерский — в Санкт-Петербурге. Некоторые труды Д. К. Бобылёва переведены на иностранные языки.
Один из его учеников, С. Каблуков, в своём дневнике отмечал:

Я был его учеником — по долгу совести свидетельствую, что лектор он был вовсе негодный — бормотал так, что было слышно лишь ему самому, писал мелом на доске довольно сложные формулы совершенно не ясно и неразборчиво, постоянно путаясь и сбиваясь. Слушать его лекции было истинной мукою, и таких мучеников у него на лекциях было весьма немного. Его учебные курсы, печатные, отличаются чрезвычайно тяжелыми выводами и странными обозначениями: он пользовался славянским, готским и санскритскими алфавитами наравне с латинским и греческим.

Умер 21 февраля (6 марта) 1917 года.